# Pyrostria madagascariensis
Pyrostria madagascariensis là một loài thực vật có hoa trong họ Thiến thảo. Loài này được Lecomte miêu tả khoa học đầu tiên năm 1922.